# Cena Sdružení amerických scenáristů
Cena Sdružení amerických scenáristů (anglicky Writers Guild of America Award) je ocenění americké asociace WGA, přesněji dvou divizí – západní a východní. Uděluje se od roku 1949 v různých kategoriích za mimořádné výkony ve filmu, televizi, rozhlase a dalších oblastech. Kromě toho se udělují ceny WGA Laurel Awards za celoživotní dílo scenáristů.

## Kategorie (výběr)

### Film
- Původní scénář
- Adaptovaný scénář
- Scénář k dokumentárnímu filmu

### Televize
- Dramatický seriál
- Komediální seriál
- Nová řada
- Dramatický díl
- Komediální díl
- Animace
- Celovečerní film

### Rádio
- Dokumentární film
- Zpravodajství – pravidelně plánované nebo mimořádné
- Zpravodajství – analýzy, příspěvky nebo komentáře